# Videojoc de simulació
Un videojoc de simulació (o també en anglès sim game, game of status o mixed game) és un gènere de videojoc que conté una barreja d'habilitat, atzar i estratègia que simula aspectes de la realitat, com poden ser les activitats quotidianes de la vida real; viatjar, navegar, volar, dirigir, gestionar, etc. En el ventall dels videojocs de simulació per a ordinador s'han d'incloure títols amb molt d'èxit dins d'aquest gènere com la saga MS Flight Simulator, SimCity, Civilization, el videojoc RollerCoaster Tycoon, i The Sims.

## Videjocs desimulacióenmultijugador
Als videojocs de simulació en línia es poden incloure jocs que es juguen a través de navegadors web i videojocs multijugador massius jugats en línia (MMOGs), però aquests darrers requereixen descarregar-se programari a l'ordinador abans que puguis connectar-te i començar a jugar. Aquests jocs en línia poden generar centenars de milions d'èxits al dia i deixen entretinguts els jugadors força estona.

## Gèneres dels videojocs relacionats amb la simulació
- Els videojocs de simulació d'esports (de directius) com les sagues de Football Manager, FIFA Manager, Championship Manager i Out of the Park Baseball.
- Els jocs en línia que es juguen a través d'una finestra d'un navegador web o amb un programa a part. Un bon exemple d'aquest tipus de programa és el popular, Second Life.
- Generalment els de simulació amb vehicles tenen una representació realista de com conduir qualsevol tipus de vehicle. El videojocs simuladors de vol i els videojocs de curses són exemples típics.
- Els simuladors de combat agafen l'experiència en el combat. Poden simular l'experiència de la conducció de vehicles de combat en la batalla, com poden ser (per exemple) els tancs. Però també poden simular soldats en batalles i qualsevol paper de rol en les batalles utilitzant armes, vehicles i tota mena de material militar.
- Els jocs de rol i els jocs de guerra, prenen el paper de pocs personatges però són papers clau.
- Els jocs tàctics i d'estratègia també s'inclouen en els de simulació.
- En els videojocs de simulació teològica, els jugadors representen algú amb poders sobrenaturals.
- Els videojocs de simulació de negocis, els jugadors juguen amb el repte de l'economia i els negocis.
- També s'inclouen els videojocs de cuidar animals com poden ser el Nintendogs, Nakayoshi Pet Advance Tamagotchi, The Sims 2: Pets, NeoPets, i molts més.
- Els videojocs de crear ciutats també són un subgènere de la simulació.